# アーサー・ハリス
初代准男爵、サー・アーサー・トラヴァース・ハリス（Sir Arthur Travers Harris, 1st Baronet,GCB,OBE,AFC, 1892年4月13日 - 1984年4月5日）は、イギリスの軍人である。最終階級は空軍元帥。

## 生涯
1892年4月13日、チェルトナムで生まれる。1937年6月12日、第四航空団司令官。パレスチナ人の反乱蜂起を鎮圧するイギリスの現地指揮官となったハリスは「不穏な言動をする村を250ポンドか500ポンド爆弾で各個撃破しろ。アラブ人が理解することはただ一つ、厳しい行動だけだ」と提案したが、実行はされなかった。
1939年9月11日、第五航空団司令官。
1942年2月22日爆撃機軍団司令官。ハリス着任前、空軍参謀部は「いまや作戦の目標は敵の非戦闘員、特に工場労働者の戦意に集中されるべきである」としているなど、この時期イギリス空軍関係者の多くは敵都市の物理的破壊が勝利のカギという思想を共有していた。1942年3月から焼夷弾を中心とする都市破壊爆撃の実験をドイツのリューベック、ロストックに対して行い、ドイツも報復として1942年4月からベデカー爆撃を行っていた。
しかし、ハリスはさらに野心的な空爆を計画した。単一の都市に一時間半にわたり1000機もの爆撃機をなだれこませ、都市防衛―対空砲火だけでなく消防や救護活動をも無力化し、爆弾と焼夷弾を集中して焼き払うというアイデアである。飛行機には容量の許す最大限の焼夷弾を積み、2400メートルの高度から落とす。発生する火災現場に後から駆けつける消防夫をその時点で殺傷するために遅発性の信管をつけた11キロ爆弾を混ぜておくなど、ゲルニカや後の東京に対する空爆手法に通じる発想が試みられた。
1945年2月にソ連へのけん制もあって非軍事都市ドレスデンの都心部を目標に集中爆弾投下を行ったドレスデン爆撃は、ハリスがそれまでのドイツ都市爆撃の経験を生かして案出した。立案者一人であるウィンストン・チャーチルは良心の呵責に苦しみ、ハリスに功労を讃える言葉をかけなかった。
ハリスはドイツへの地域爆撃（無差別爆撃）の指揮官として「ブッチャー（虐殺者）」という異名が付けられた。なお、「ブッチャー」は戦略爆撃に対する彼の姿勢を指したものではなく、自軍の損失への無関心に基づくものという指摘もある。

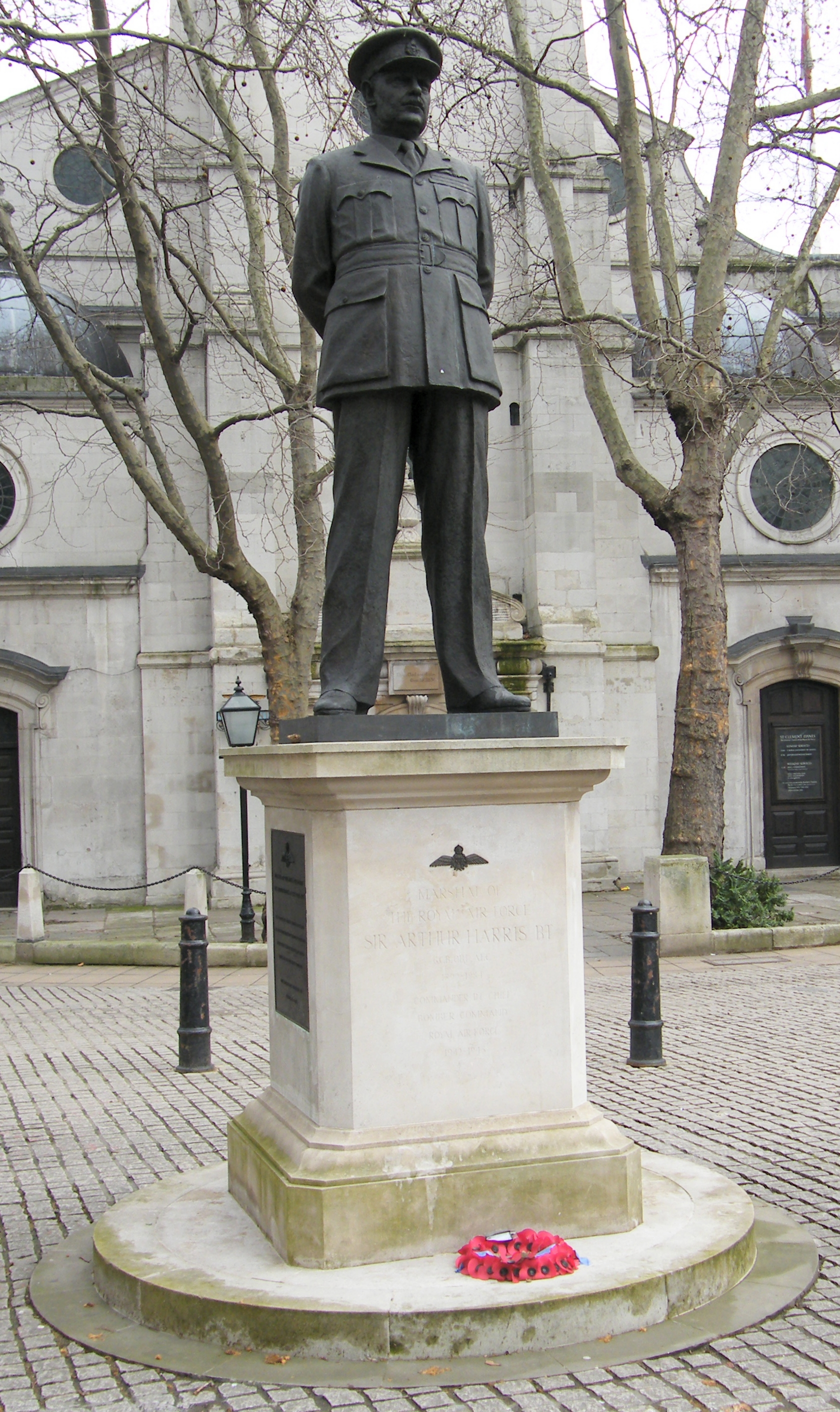
セント・クレメント・デーンズ教会にあるハリスの像

1953年1月1日準男爵。1984年4月5日死去。1992年、ロンドンの中心部にハリスの銅像が建立されたが、ドイツ政府はそれに抗議した。完成式典の当日は警官隊とドイツ人を中心とする集団がもみ合いになる騒ぎが起こっている。

## 著書
- 『Bomber Offensive』